# Acomys percivali
Acomys percivali és una espècie de mamífer rosegador de la família dels múrids. Viu a altituds de fins a 1.000 msnm a Kenya, Somàlia, el Sudan del Sud i Uganda. Es tracta d'un animal insectívor. El seu hàbitat natural són les planes rocoses amb camps de lava. És una espècie en risc mínim, és a dir, no sembla que hi hagi cap amenaça significativa per a la seva supervivència.
L'espècie fou anomenada en honor del guarda de caça britànic Arthur Blayney Percival.